# Глория (оптическое явление)

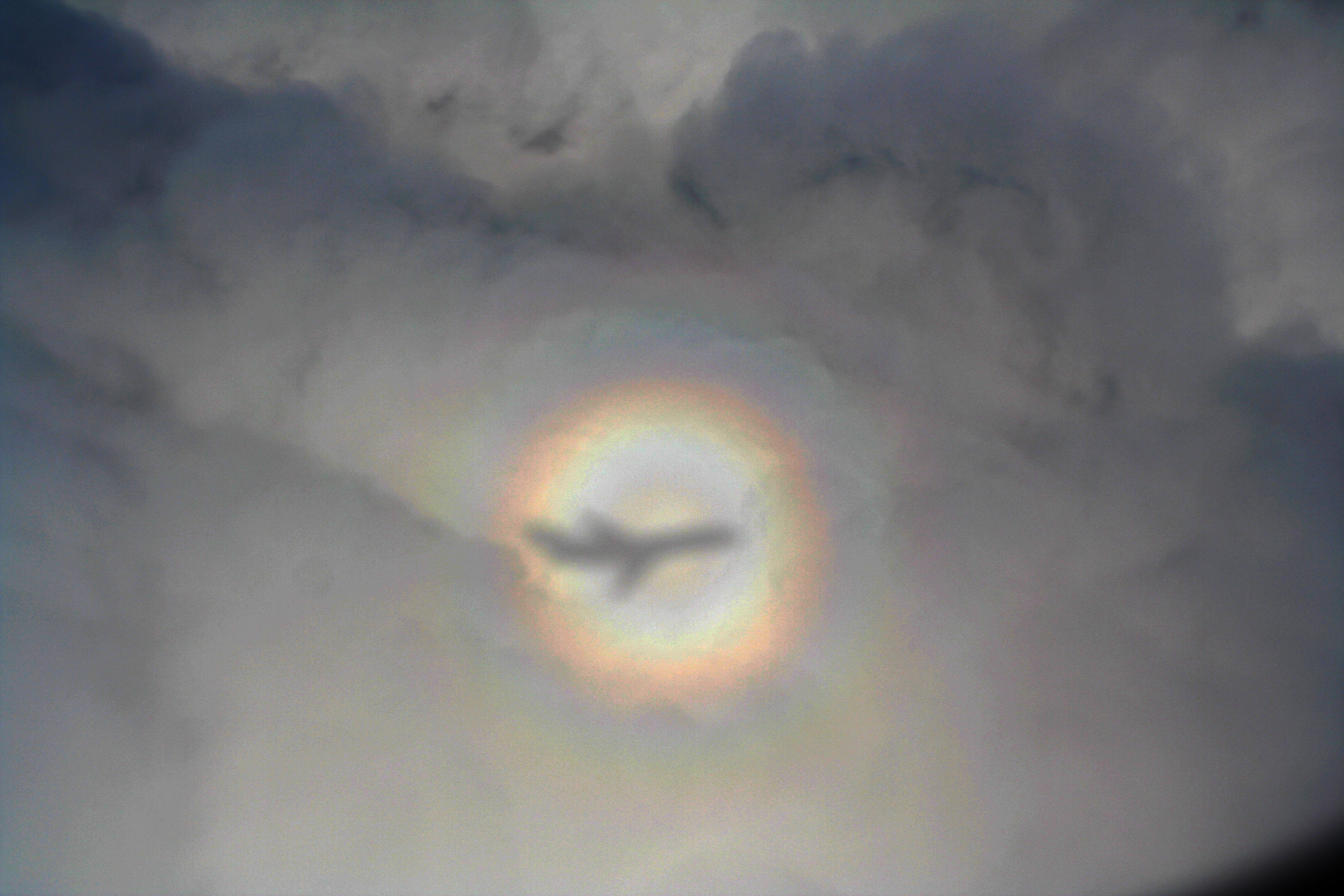
Глория. Снимок сделан с самолёта, тень которого видна в центре

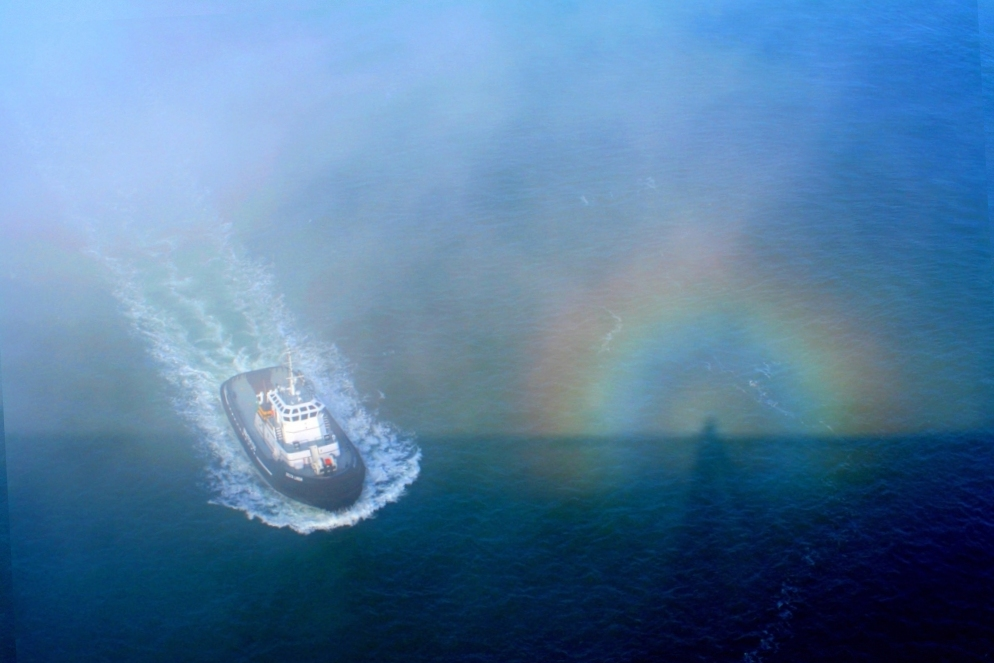
Глория с тенью человека, фото с моста в Сан-Франциско

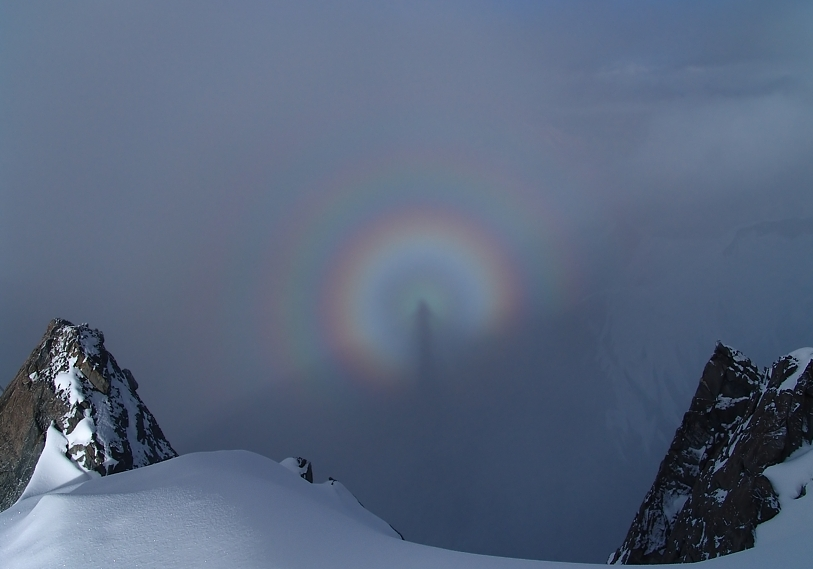
Эффект «броккенского призрака» с тенью человека, фото на пике Корженевской, Памир

Гло́рия (лат. gloria — украшение; ореол) — оптическое явление в облаках.
Наблюдается на облаках, расположенных прямо напротив источника света — наблюдатель должен находиться на горе или в воздухе, а источник света (Солнце или Луна) — за его спиной.
Представляет собой цветные кольца света на облаке вокруг тени наблюдателя. Внутри находится голубоватое кольцо, снаружи — красноватое, далее кольца могут повторяться с меньшей интенсивностью. Угловой размер намного меньше, чем у радуги — 5-20°, в зависимости от размера капель в облаке.
Глория объясняется дифракцией света, ранее уже отражённого в капельках облака так, что он возвращается от облака в том же направлении, по которому падал, то есть к наблюдателю.

## Глория в истории и культуре
В Китае глорию называют «светом Будды» (佛光). Первые письменные свидетельства о наблюдении явления с горы Эмэйшань датируются 63 г. н. э. Цветное гало всегда окружает тень наблюдателя, что часто толковалось как степень его просветления (приближённости к Будде и другим божествам).